# Hypothyris granadensis
Hypothyris granadensis är en fjärilsart som beskrevs av Richard Haensch 1905. Hypothyris granadensis ingår i släktet Hypothyris och familjen praktfjärilar. Inga underarter finns listade i Catalogue of Life.